# Shahab-3
Lo Shahab-3 (in persiano شهاب-۳‎, Meteora-3) è un missile balistico MRBM, in dotazione alle forze armate iraniane, sviluppato dall'Iran, in parte basandosi, probabilmente, sul missile nordcoreano Nodong-1. Lo Shahab-3 ha una gittata di 1.280 km; ed è stata sviluppata una variante MRBM che attualmente può raggiungere i 1.930 km.

## Storia

### Shahab 1 e 2
I predecessori di questo missile includono lo Shahab-1 e Shahab-2. L'allora ministro della difesa iraniano Admiral Shamkhani ha negato che l'Iran abbia piani per sviluppare un Shahab-4.

### Shahab 3
Il Shahab-3 venne mostrato al pubblico per la prima volta il 25 settembre del 1998, nella piazza Azad di Teheran (quella della Torre Azadi) in una marcia per commemorare la Settimana Sacra della Difesa Iraniana.
Inizialmente è stato testato dal 1998 el 2003 ed ufficialmente aggiunto all'inventario dell'arsenale militare iraniano il 7 luglio del 2003, con la presentazione ufficiale di fronte all'Ayatollah Khamenei il 20 luglio del 2003.
Operando sotto la supervisione dello Sanam Industrial Group (Department 140), parte della Defense Industries Organization dell'Iran, il gruppo industriale the Shahid Hemmat Industrial Group (SHIG), con l'aiuto di almeno tre imprese miliari russe, portò avanti lo sviluppo del missile Shahab.
L'otto novembre del 2004, Shamkhani affermò che l'Iran poteva passare alla produzione in massa del missile.

### Ghadr-110
Alcuni missili iraniani, successori dello Shahab, come il Ghadr-110 hanno un raggio maggiore (oltre i 2.500 km) e una maggiore manovrabilità.

## 2010: sabotaggio dei Shahab-3?
Sembra che il 12 ottobre del 2010 vi siano state delle esplosioni che hanno distrutto un gigantesco complesso sotterraneo della base "Imam Alì" nei monti Zagros, nei pressi di Khorramabad (Lorestan), con fabbriche, depositi sotterranei, tunnel e siti di lancio per i missili Shahab-3B, triconici a tripla testata (atti a colpire l'Iraq) e triconici a singola testata (capaci di colpire Israele).

## Varianti

### Shahab-3B
Lo Shahab-3B esternamente differisce poco dalla versione base. Ha miglioramenti nei sistemi di guida e nella testata da guerra, ed un veicolo di rientro con guida terminale ad alta manovrabilità (MARV) grazie ad un cono razzo che è completamente diverso dal sistema di rientro dello Shahab-3A che viene soltanto stabilizzato da una rotazione sull'asse del veicolo ("spin").

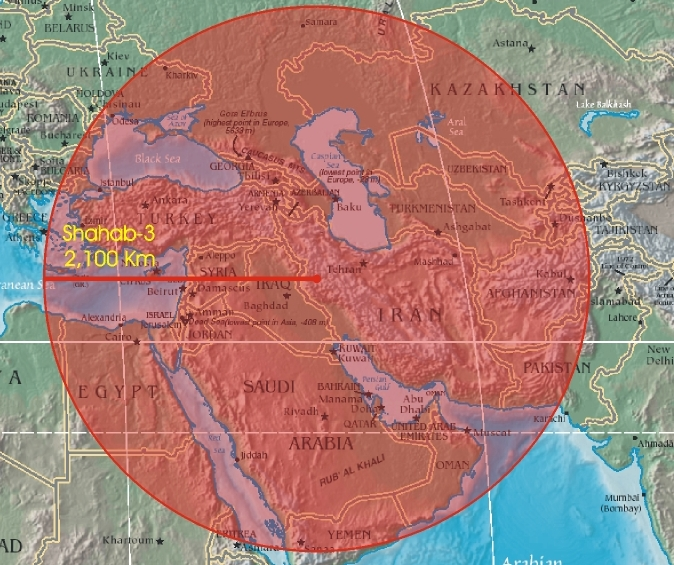
Gittata del missile Shahab-3B

Il nuovo "re-entry vehicle" utilizza una geometria ad "aeroshell triconica" (o design a 'poppatoio') che migliora il lift to drag ratio complessivo del veicolo da rientro. Questo permette un maggior raggio di manovrabilità che può fornire una maggiore precisione. Il "triconic design" riduce le dimensioni e il peso della testata da 1 tonnellata a 700 kg (stimati).
Il sistema di controllo a ugello-razzo permette al missile di cambiare la sua traiettoria alcune volte durante il rientro in atmosfera e addirittura nella fase terminale, probabilmente riuscendo a prevenire i punti di intercettazione pre-calcolati utilizzati dai sistemi di intercettazione radar - metodo utilizzato da quasi tutti i sistemi ABM ai nostri giorni. Come missile balistico ad alta velocità, con necessità di rifornimento prima del lancio, il Shahab-3 necessita di qualche ora per essere lanciato ma in seguito vola molto velocemente, con un rapporto tempo lancio/impatto molto favorevole.
Questo implica che il INS/giroscopico rimarrebbe relativamente accurato fino all'impatto (cosa importante, dal momento che i giroscopi tendono a diventare meno accurati nei lanci lunghi). Il CEP è stimato attorno a 30-50 metri. Nonostante tutto l'accuratezza di questo missile è in gran parte stimata su basi speculative (progresso delle tecnologie disponibili) e non può essere predetta con sicurezza per situazioni di guerra.
Questi miglioramenti incrementano grandemente la capacità del Shahab-3B di sopravvivere contro molti sistemi ABM, tra questi il missile Arrow 2 di Israele come anche la possibilità di usarlo in attacchi di precisione contro bersagli ad alto valore aggiunto come centri di comando, controllo e comunicazioni.

### Shahab-3C & D
Si conosce poco sulle caratteristiche dei missili Shahab-3C e Shahab-3D (o l'ipotetico Shahab-4). Dalle informazioni raccolte, questi missili avrebbero una precisione migliorata, un sistema di navigazione superiore, ed un raggio maggiore. I missili vennero sviluppati autonomamente, e possono essere prodotti in massa. L'Iran ha la capacità di produrre 70 missili Sahab-3D per anno.

## Implicazioni politiche
Il 2 novembre del 2006, l'Iran eseguì il lancio di molti missili, senza la testata di guerra, all'inizio di 10 giorni di esercitazioni militari. La televisione di stato iraniana IRNA riferiva di "dozzine di missili lanciati, tra questi erano inclusi lo Shahab-2 e Shahab-3. I missili avevano gittate da 300km fino a 2000km gli ingegneri iraniani hanno modificato i missili Shahab-3, installando bombe a grappolo con la capacità di portare fino a 1.400 submunizioni."  Questi lanci sono stati eseguiti come risposta politica alle manovre nel Golfo Persico del 30 ottobre 2006, eseguite dagli Stati Uniti ed i suoi alleati nel golfo, con lo scopo di bloccare il trasporto di vari tipi di arma di distruzione di massa.

### Test Grande Profeta III
Nel luglio del 2008, l'Iran esegue una serie di lanci di prova della versione standard dello Shahab-3, assieme ad altri nove missili a medio e lungo raggio, lanciati come parte dell'esercitazione "Grande Profeta III", poche settimane dopo un'esercitazione militare israeliana.
Il comandante della Forza Aerea Iraniana, Hossein Salami dichiarava che l'Iran era in grado di rispondere a qualsiasi minaccia militare, affermando "Noi avvertiamo i nemici che vogliono minacciarci con esercitazioni militari e vacue operazioni psicologiche che la nostra mano sarà sempre sul pulsante di lancio ed i nostri missili sempre pronti al lancio".
Il test dell'8 luglio 2008 provocò maggiore indignazione nel mondo, dal momento che i tamburi di guerra venivano suonati da entrambi i lati, a dispetto dei dinieghi. Questi test erano percepiti ampiamente come una forma di risposta iraniana ai war games aerei tenuti da Israele all'inizio del mese. Ali Shirazi, rappresentante delle forze navali delle Guardie della Rivoluzione, minacciò che l'Iran avrebbe "dato fuoco" a Israele ed alla flotta U.S. Navy nel Golfo Persico come prima risposta a qualsiasi attacco preventivo eseguito dagli USA o da Israele sul loro programma nucleare.
Durante una visita a Malaysia, il Presidente dell'Iran Mahmoud Ahmadinejad liquidava la possibilità di un attacco condotto dagli USA o da Israele come "uno scherzo".
Il generale Mohammad Hejazi, capo del Comando Unificato delle Guardie della rivoluzione iraniana, ha affermato che i test missilistici erano una "misura difensiva contro possibili invasioni." Ha anche detto che l'Iran non avrebbe messo in pericolo gli interessi dei paesi confinanti e vicini.

## Classe Shahab: predecessori, prototipi e varianti
Shahab è il nome dell'intera classe delle prime generazioni di missili balistici iraniani a medio raggio, in servizio dal 1988 ad oggi, costruito in sei varianti che differiscono sia come raggio che come tecnologie di guida: Shahab-1, Shahab-2, Shahab-3, Shahab-4, Shahab-5, Shahab-6.

## Operatori
- Iran
  - Air Force of the Army of the Guardians of the Islamic Revolution